# Brețcu
Brețcu es una comuna ubicada en el distrito de Covasna, Rumania.

## Superficie
Posee una superficie de 116,0 kilómetros cuadrados.

## Demografía
Hasta 2021 la población era de 3132 habitantes, con una densidad de población de 26,99 habitantes por kilómetro cuadrado.